# فرانسوا-زاویه دومزون
فرانسوا-زاویه دومزون (فرانسوی: François-Xavier Demaison‎؛ زادهٔ ۲۲ سپتامبر ۱۹۷۳) هنرپیشه و کمدین اهل کشور فرانسه است. وی از سال ۲۰۰۲ میلادی تاکنون مشغول فعالیت بوده‌است.
از فیلم‌هایی که وی در آن نقش داشته است می‌توان به ۳۶۰، نیکلا کوچولو، بخت زندگی‌ام، بدون اینکه و یک روز در موزه اشاره کرد.